# Cristina Tavío
Cristina Tavío Ascanio (Santa Cruz de Tenerife, 18 de noviembre de 1969) es una política española perteneciente al Partido Popular de Tenerife, del que fue presidenta desde 2001 hasta el 2012. Desde el 20 de mayo de 2012 desempeña el cargo de Vicesecretaria de Acción Sectorial del Partido Popular de Canarias.

## Biografía
Nació en Santa Cruz de Tenerife en 1969 y es hija de una familia de empresarios del sector turístico, siendo la segunda de siete hermanos. Es licenciada en Derecho por la Universidad de La Laguna y Máster en Derecho Comunitario por la Universidad Libre de Bruselas. 
Residió durante algunos años entre Bruselas (Bélgica) y Estrasburgo (Francia), por motivos académicos y laborales. Regresando posteriormente a su ciudad de origen en Canarias. Actualmente trabaja como personal técnico en la Delegación del Gobierno de Canarias en Bruselas. Está casada y tiene un hijo.

## Carrera política
Su primer trabajo fue como becaria en el Departamento de Derecho Procesal de la Universidad de La Laguna, y posteriormente como "stagiere" en prácticas en la Dirección General de Estudios del Parlamento Europeo en Bruselas. Llegó a la política en 1994, de la mano del entonces eurodiputado Fernando Fernández Martín, para quien trabajó como asistente técnico en Bruselas de 1994 a 1997.
A su regreso a las islas se convirtió en la Jefa de Gabinete y Secretaria General Técnica de la Consejería de Agricultura, Ganadería y Pesca del gobierno de Canarias (1997-1999), pasando luego a ser la Responsable de la Secretaría General Técnica de la Consejería de Agricultura, Pesca y Alimentación del Gobierno de Canarias (de enero a junio de 1999) y más tarde, en directora general de Política Agroalimentaria del Gobierno de Canarias (1999-2000)
A petición del presidente del gobierno José María Aznar, en el año 2001 entró en el Comité Ejecutivo Nacional del Partido Popular, órgano de dirección del que continúa formando parte, tras renovar la confianza de Mariano Rajoy en el XVII Congreso Nacional celebrado en Sevilla, con el cargo de vocal electa.
Desde 2001 ejerce como presidenta del Partido Popular en Tenerife 
, dirigiendo la etapa de mayor implantación y crecimiento de la organización en la Isla. Bajo su tutela el PP tinerfeño obtiene los mejores resultados de toda España en las Elecciones Generales de 2011. Realizando una campaña electoral en la que consigue alzar al Partido Popular de Canarias a ser la primera fuerza política en la comunidad autónoma, por lo que muchos la consideran una figura trascendental para el presente y futuro de su partido.
En la Legislatura de 2003 a 2007, fue Teniente de Alcalde y Portavoz del Grupo Popular en el Ayuntamiento de Santa Cruz de Tenerife
En 2011 se presenta como candidata a la alcaldía de Santa Cruz de Tenerife por el Partido Popular, obteniendo también el mejor resultado electoral de su partido en la historia de la ciudad,[cita requerida] llegando a ser el PP el ganador de las elecciones con el mayor número de votos y de concejales y siendo Cristina la primera mujer de la historia que opta a la alcaldía de Santa Cruz de Tenerife.[cita requerida]
No obstante no consigue ser investida alcaldesa debido a un pacto entre Coalición Canaria (segunda fuerza política) y PSOE (tercera fuerza política) y por ello pasa el resto de la legislatura como portavoz del Grupo Municipal Popular en el Ayuntamiento de Santa Cruz. 
Asimismo desde junio de 2003 es diputada regional por Tenerife.
El 20 de mayo de 2012, durante la celebración del XIII Congreso Regional, es nombrada Vicesecretaria de Acción Sectorial del Partido Popular de Canarias.
Cristina Tavío vuelve a ser designada candidata del Partido Popular a la alcaldía de Santa Cruz de Tenerife el 9 de marzo de 2015. Tras las elecciones consigue una pacto de gobierno entre Coalición Canaria y el Partido Popular, que entra por primera vez en el gobierno municipal de la capital insular. 
Y además también revalida su cargo de diputada regional, convirtiéndose en Vicepresidenta segunda del Parlamento de Canarias el 23 de junio de 2015.
En 2017, tras ser excluida del Comité Ejecutivo Nacional del Partido Popular aspira a dirigir el Partido Popular de Canarias perdiendo con claridad las elecciones primarias convocadas antes del XIV Congreso Regional frente a Asier Antona, al sólo cosechar el 17,81% de los votos frente al 82,16% de su rival poniéndose oficialmente y desde ese momento a disposición del ganador pero abriendo, también, un proceso de reflexión personal al respecto de su carrera política.

## Aficiones y ocio
Cristina Tavío es una amante del deporte y del mar. Por ello participa asiduamente en numerosas actividades organizadas por Real Club Náutico de Santa Cruz de Tenerife y el Real Casino de Santa Cruz de Tenerife. Actualmente practica con asiduidad el ciclismo, le gusta el senderismo y la buena cocina canaria. En el año 2008 fue pregonera de las Fiestas de Mayo en Santa Cruz.